# Gmina Tarvastu
Gmina Tarvastu (est. Tarvastu vald) – gmina wiejska w Estonii, w prowincji Viljandi.
W skład gminy wchodzi:
- Alevik: Mustla.
- 37 wsi: Anikatsi, Jakobimõisa, Järveküla, Kalbuse, Kannuküla, Kivilõppe, Koidu, Kuressaare, Kärstna, Maltsa, Marjamäe, Metsla, Muksi, Mõnnaste, Pahuvere, Pikru, Porsa, Põrga, Raassilla, Riuma, Roosilla, Soe, Sooviku, Suislepa, Tagamõisa, Tarvastu, Tinnikuru, Unametsa, Vanausse, Veisjärve, Vilimeeste, Villa, Vooru, Väluste, Ämmuste, Ülensi.